# Bruno Pelizzi
Bruno Pelizzi (Parma, 17 settembre 1924 – Pione, 14 luglio 1944) è stato un partigiano italiano con il nome di battaglia "Dena". Meccanico, decorato della Medaglia d'oro al valor militare alla memoria.

## Biografia
Nacque a Parma nel quartiere Oltretorrente, in una famiglia ed in un contesto antifascista. Come molti altri popolani di Parma il padre fu un volontario della Legione Garibaldina che combatté nelle Argonne contro i tedeschi prima dell'entrata in guerra dell'Italia nel 1914. Bruno Pelizzi, operaio, da giovanissimo fece parte del movimento antifascista e il 25 luglio 1943 partecipò alle manifestazioni di popolo che si svolsero per la caduta del fascismo.
Chiamato alle armi venne inviato a Belluno per prestare servizio presso il deposito del 14º Reggimento del Genio. All'armistizio dell'8 settembre 1943 sfuggì all'arresto da parte della Wehrmacht che lo avrebbe condotto in Germania. Tornò a casa e partecipò a numerose azioni clandestine del Fronte della gioventù.
Richiamato alle armi dal bando Graziani si presentò e, aderendo alla resistenza, sottrasse armi ed equipaggiamenti dalla sua caserma, fuggendo in montagna solo prima di essere scoperto.
Combatté nel distaccamento "Griffith", attivo nella zona di Bardi, tra le file della 31ª Brigata Garibaldi "Copelli". Il 14 luglio 1944 la sua formazione venne accerchiata dalle forze nemiche durante un rastrellamento nei pressi della località di Pione di Bardi. Bruno Pelizzi, si scagliò contro un nido di mitragliatrici, lanciando bombe a mano, per consentire il ripiegamento.
Venne raggiunto da una raffica che lo uccise ma riuscì nell'intento di aprire la via di fuga per i suoi compagni.
L'11 luglio 1972 il Presidente della Repubblica Giovanni Leone gli conferì la Medaglia d'oro al valor militare alla memoria.

## Riconoscimenti e dediche
Alla memoria di Bruno Pelizzi sono state dedicate vie a Parma e a Roma.